# Gheorghe Gruia
Gheorghe Gruia Marinescu (Bucareste, 2 de outubro de 1940 - 9 de dezembro de 2015) foi um handebolista profissional, medalhista olímpico.
Em 1992, ele foi considerado pela Federação Internacional de Handebol como "O Melhor Jogador de Handball de todos os tempos".

## Títulos

### Equipes
Steaua Bucaresti
- Octa-Campeão da Romanian League: 1963, 1967, 1968, 1969, 1970, 1971, 1972, 1973
- Campeão da European Cup: 1968
- Vice-campeão da European Cup: 1971

### Seleção Romena
- Campeonato Mundial de Handebol:
  - Bi-Campeão: 1964, 1974
  - Bronze: 1967

- Jogos Olímpicos:
  - Bronze: 1972

## Honrarias
- 1992 - "Melhor Jogador de Handball de todos os tempos" pela IHF.[2]
- 2009 -  Ordinul "Meritul Sportiv".[3]